# ブランドン・ダックワース
ブランドン・J・ダックワース（Brandon J. Duckworth , 1976年1月23日 - ）は、アメリカ合衆国・ユタ州ソルトレイクシティ出身の元プロ野球選手（投手）。右投右打。現在はMLB・ニューヨーク・ヤンキースのスカウトを務めている。

## 経歴
アメリカ合衆国ユタ州ソルトレイクシティ出身。1995年のMLBドラフト30巡目でトロント・ブルージェイズから、1996年のMLBドラフト61巡目でアリゾナ・ダイヤモンドバックスから指名を受けたが、契約には至らなかった。

### MLB時代
1997年に、アマチュア・フリーエージェントでフィラデルフィア・フィリーズに入団。その後、2001年8月7日のサンディエゴ・パドレス戦でメジャーデビュー。2002年には、規定投球回に到達し、8勝9敗の成績をあげた。2003年までの3年間の成績は、先発投手として15勝18敗。
2003年11月3日にビリー・ワグナーとのトレードでテイラー・バックホルツとエセキエル・アスタシオと共に、ヒューストン・アストロズへ移籍。
2005年10月12日にFAとなった。
2006年1月5日にピッツバーグ・パイレーツに移籍。しかし、メジャーに昇格することなくシーズン中の6月11日にカンザスシティ・ロイヤルズに金銭トレードされた。2007年までの2年間の成績は、主に先発・中継ぎとして4勝10敗だった。
2008年1月にブレット・トムコの40人枠入りに伴いDFAとなった。2月1日にAAA級オマハ・ロイヤルズへ降格した。8月24日に再昇格し、先発として7試合3勝3敗だったが、2009年10月5日にFAとなった。
2010年1月13日に古巣のフィリーズとマイナー契約を結んだ。11月6日にFAとなり、12月3日にボストン・レッドソックスとマイナー契約を結んだ。
2012年7月25日に放出された。

### 楽天時代
2012年7月30日に東北楽天ゴールデンイーグルスと契約したことが発表され、同日入団会見が行われた。当初背番号は「67」の予定だったが、26日の初来日直後に肺がんと闘病していた父が急死した知らせを聞き、父の没年齢である「69」に変更した。米国を発つ際父から日本で成功しろと励まされたため、この後も帰国はしなかった。8月25日に一軍初登録され、即日先発として初登板。6回を投げ1失点の成績だった（勝敗は付かず）。9月1日には6失点と打ち込まれたが、3試合目の登板となった9月13日の福岡ソフトバンクホークス戦で7回2/3を1失点と好投し、来日初勝利を挙げた。その後も安定した投球を続け、3勝1敗でシーズンを終えた。
2013年は18試合に登板し、5勝5敗だったが、12月2日に自由契約となった。

### 引退後
楽天退団後は現役引退し、2014年1月30日にニューヨーク・ヤンキースのスカウトに就任。

## 選手としての特徴・人物
手元で鋭く動くツーシームに加え、落差のあるカーブと鋭く落ちるチェンジアップを低めやコーナーに投げ分けるコントロールが武器であった。その制球力を活かしての打たせて取る投球を得意としていた。
愛称は「ダック」、「銀行員」。

## 詳細情報

### 年度別投手成績
| 年 度    | 球 団    | 登 板 | 先 発 | 完 投 | 完 封 | 無 四 球 | 勝 利 | 敗 戦 | セ 丨 ブ | ホ 丨 ル ド | 勝 率 | 打 者 | 投 球 回 | 被 安 打 | 被 本 塁 打 | 与 四 球 | 敬 遠 | 与 死 球 | 奪 三 振 | 暴 投 | ボ 丨 ク | 失 点 | 自 責 点 | 防 御 率 | W H I P |
| -------- | -------- | ----- | ----- | ----- | ----- | -------- | ----- | ----- | -------- | ----------- | ----- | ----- | -------- | -------- | ----------- | -------- | ----- | -------- | -------- | ----- | -------- | ----- | -------- | -------- | ------- |
| 2001     | PHI      | 11    | 11    | 0     | 0     | 0        | 3     | 2     | 0        | --          | .600  | 289   | 69.0     | 57       | 2           | 29       | 5     | 6        | 40       | 2     | 0        | 29    | 27       | 3.52     | 1.25    |
| 2002     | PHI      | 30    | 29    | 0     | 0     | 0        | 8     | 9     | 0        | 0           | .471  | 725   | 163.0    | 167      | 26          | 69       | 5     | 7        | 167      | 10    | 0        | 103   | 98       | 5.41     | 1.45    |
| 2003     | PHI      | 24    | 18    | 0     | 0     | 0        | 4     | 7     | 0        | 0           | .364  | 424   | 93.0     | 98       | 12          | 44       | 3     | 10       | 68       | 5     | 0        | 58    | 51       | 4.94     | 1.53    |
| 2004     | HOU      | 19    | 6     | 0     | 0     | 0        | 1     | 2     | 0        | 0           | .333  | 180   | 39.1     | 55       | 11          | 13       | 3     | 0        | 23       | 3     | 0        | 30    | 30       | 6.86     | 1.73    |
| 2005     | HOU      | 7     | 2     | 0     | 0     | 0        | 0     | 1     | 0        | 0           | .000  | 82    | 16.1     | 24       | 4           | 7        | 1     | 5        | 10       | 0     | 0        | 20    | 20       | 11.02    | 1.90    |
| 2006     | KC       | 10    | 8     | 0     | 0     | 0        | 1     | 5     | 0        | 0           | .167  | 216   | 45.2     | 62       | 3           | 24       | 4     | 2        | 27       | 4     | 0        | 36    | 31       | 6.11     | 1.88    |
| 2007     | KC       | 26    | 3     | 0     | 0     | 0        | 3     | 5     | 1        | 5           | .375  | 211   | 46.2     | 51       | 3           | 23       | 2     | 1        | 21       | 7     | 0        | 30    | 24       | 4.63     | 1.59    |
| 2008     | KC       | 7     | 7     | 0     | 0     | 0        | 3     | 3     | 0        | 0           | .500  | 167   | 38.0     | 38       | 2           | 19       | 0     | 3        | 20       | 0     | 0        | 20    | 19       | 4.50     | 1.50    |
| 2012     | 楽天     | 6     | 6     | 0     | 0     | 0        | 3     | 1     | 0        | 0           | .750  | 150   | 36.1     | 32       | 4           | 8        | 0     | 1        | 22       | 3     | 3        | 14    | 13       | 3.22     | 1.10    |
| 2013     | 楽天     | 18    | 17    | 0     | 0     | 0        | 5     | 5     | 0        | 0           | .500  | 392   | 87.2     | 91       | 9           | 37       | 0     | 6        | 64       | 4     | 1        | 46    | 42       | 4.31     | 1.46    |
| MLB：8年 | MLB：8年 | 134   | 84    | 0     | 0     | 0        | 23    | 34    | 1        | 5           | .404  | 2294  | 511.0    | 552      | 63          | 228      | 23    | 34       | 376      | 31    | 0        | 326   | 300      | 5.28     | 1.53    |
| NPB：2年 | NPB：2年 | 24    | 23    | 0     | 0     | 0        | 8     | 6     | 0        | 0           | .571  | 542   | 124.0    | 123      | 13          | 45       | 0     | 7        | 86       | 7     | 4        | 60    | 55       | 3.99     | 1.35    |

### 記録
NPB
- 初登板・初先発：2012年8月25日、対北海道日本ハムファイターズ20回戦（日本製紙クリネックススタジアム宮城）、6回1失点（勝敗なし）
- 初奪三振：同上、1回表に田中賢介から空振り三振
- 初勝利・初先発勝利：2012年9月13日、対福岡ソフトバンクホークス18回戦（福岡Yahoo! JAPANドーム）、7回2/3を1失点8奪三振

### 背番号
- 56 （2001年 - 2002年、2005年）
- 31 （2003年 - 2004年、2006年 - 2008年）
- 69 （2012年途中 - 2013年）